# 董光清
董光清（1917年4月1日－2007年5月12日），原名润清，圣名伯尔纳定（拉丁語：Bernardinus，译为伯尔纳迪诺），方济各会修士，依舉行祝聖禮時間是中国第一位自选自圣的主教。後獲宗座諒解，恢復共融。

## 生平
1917年4月1日，董光清出生于湖北省孝感县（今孝感市）张家庄一个热心的天主教家庭，1928年进入汉阳柏泉小修院，1934年进入方济各会初学院。1936年就读于汉口方济会两湖神哲学院，1942年2月在汉口圣若瑟主教座堂晋铎，同年8月至1945年12月，曾在黄陂等堂口传教。1945年12月至1946年9月，在汉口圣若瑟主教座堂疗养。1946年9月至1953年7月在汉口上智中学（现武汉市第六中学）先后任职员、总务主任、副校长。
1952年10月2日，天主教汉口教区意大利籍主教罗锦章（Mquritius Rosa）被驱逐出境，中国籍刘和德（辅理主教）、杨少怀先后任代主教，被关押收审。1953年7月，董光清在汉口圣若瑟主教座堂任主任司铎，1955年12月，董光清出任天主教汉口教区代理主教。
1958年3月18日至19日，在中共武汉市委领导下，天主教汉口教区的21位神职人员选举41岁的董光清为汉口教区总主教。董光清当时曾受到政府的许多压力。根据中共武汉市委统战部前副部长胡照洲的回忆，董光清为此哭了3天3夜
，而市委宣传部长黎智劝了3天3夜。
3月24日，汉口总教区全体神职人员给罗马教廷发去电文，谓罗锦章主教离开汉口教区已超过5年，又没有复任的希望，而圣统制要求本地主教管理教区，迫于照顾教友灵魂及教区的需要与实益，因此另选现任代理董光清，准备在复活节祝圣。3月26日，传信部部长、枢机伯多禄·富马梭里·毕翁弟回电董光清，表示自选自圣违反了《天主教法典》第329条第2款和第331条第1款的规定，如果接受祝圣，不论是否出于“严重的恐惧”，将受绝罚。4月9日，武汉市举行集会，声言脱离罗马教廷的控制，实行独立自主，并发表《对梵蒂冈无理否认汉口、武昌两教区新选合法主教的抗议书》和《对罗马教廷传信部无理否认汉口、武昌两教区合法选举主教的质问书》，说“罗马教廷不是真正在为宗教服务，而是在为帝国主义的侵略政策服务”。4月13日，在汉口圣若瑟主教座堂，天主教蒲圻教区的李道南主教为其举行祝圣典礼。这样，董光清成为中国天主教第一位“自选自圣”的主教。罗马教廷来电，称祝圣非法，并宣告绝罚制裁。
董光清历任中国天主教爱国会副主席，中国天主教主教团副团长，湖北省天主教爱国会主席。董光清于1980年代末得到教宗若望保禄二世认可。1990年代，他与汉口教区地下主教刘和德（1910年－2001年）合作，他们共同致力于在武汉地区推广天主教，武汉市有大约2万天主教徒，并在武昌花园山开设服务于中南6省区的中南神哲学院，自任院长。
2000年，中国天主教爱国会、中國天主教主教團批准湖北省天主教“两会”调整湖北省境内的教区。董光清担任新设的天主教武汉教区主教。2006年4月30日，董光清祝圣马英林神父为天主教昆明教区主教。
2007年5月12日，董光清因肺癌在武汉去世，享年90岁。5月18日在汉口圣若瑟主教座堂举行葬礼，上千位教友参加；5月18日在武昌殡仪馆举行安所弥撒，中共湖北省委书记俞正声等出席了告别仪式。火化后，骨灰葬于柏泉小修院。